# 亞沃拉
49°11′38″N 23°4′6″E / 49.19389°N 23.06833°E
亞沃拉（羅馬化：Yavora）是烏克蘭西部的村莊，隸屬利維夫州的桑比爾區。該村始建於1431年，面積2平方公里，海拔高度552米，2001年人口1,332，人口密度每平方公里666人。